# Steevy Chong Hue
Steevy Chong Hue (né le 26 janvier 1990) est un footballeur tahitien, jouant comme attaquant dans le club de Blagnac.

## Biographie
Il est connu comme étant l'unique buteur de la finale de l'OFC Nations Cup 2012, premier titre majeur de Tahiti. Il a été mis à l'essai quelques jours durant l'été 2013 au FC Lorient mais il n'a pas été retenu.